# Эберсрода
Эберсрода (нем. Ebersroda) — деревня в Германии, в земле Саксония-Анхальт, входит в район Бургенланд в составе коммуны Глайна.
Население составляет 180 человек (на 31 декабря 2007 года). Занимает площадь 4,27 км².

## История
Первое упоминание о поселении относится к 1144 году.
1 июля 2009 года, после проведённых реформ, Эберсрода вошла в состав коммуны Глайна.

## Галерея

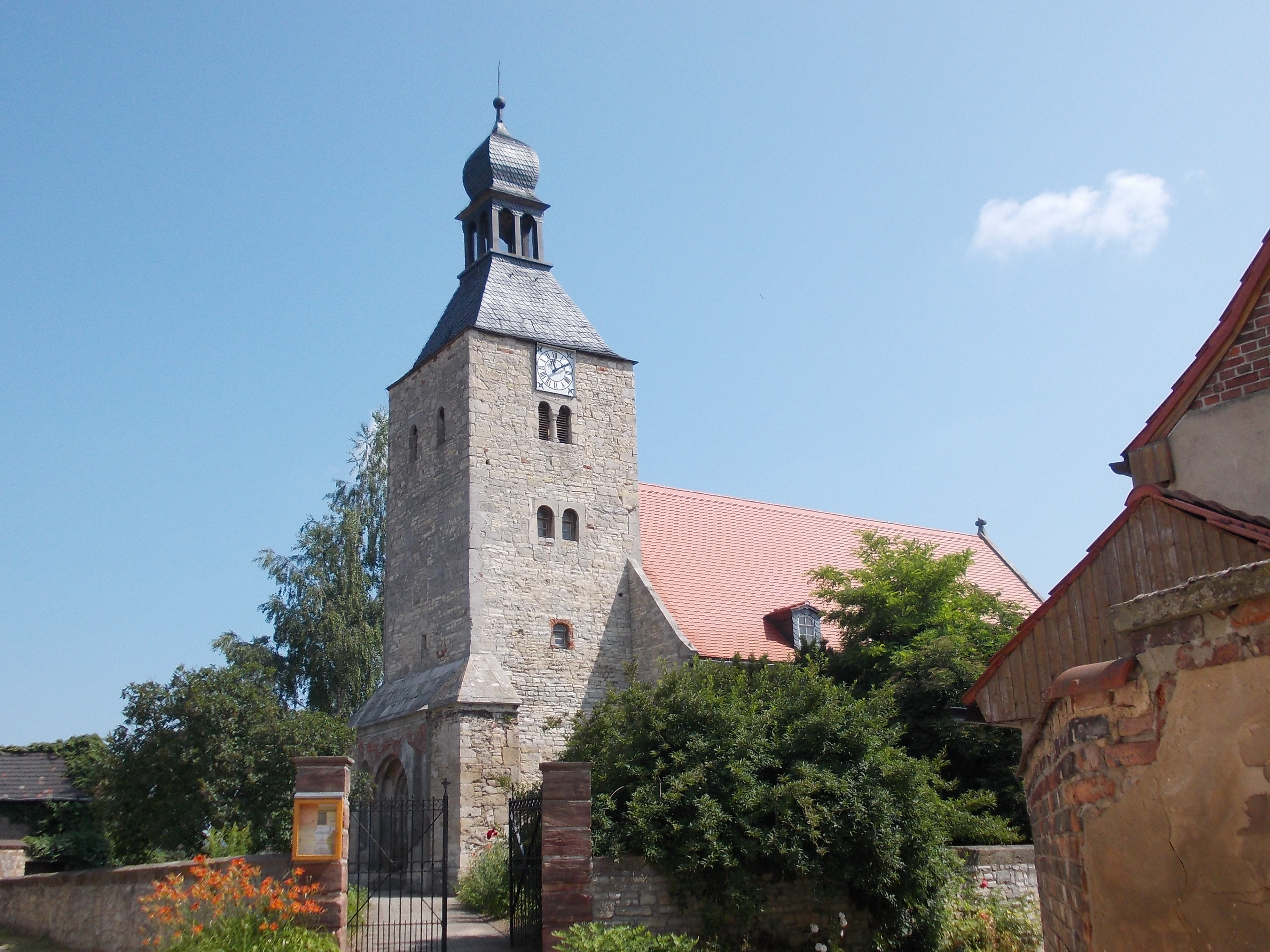
Церковь в Эберсроде
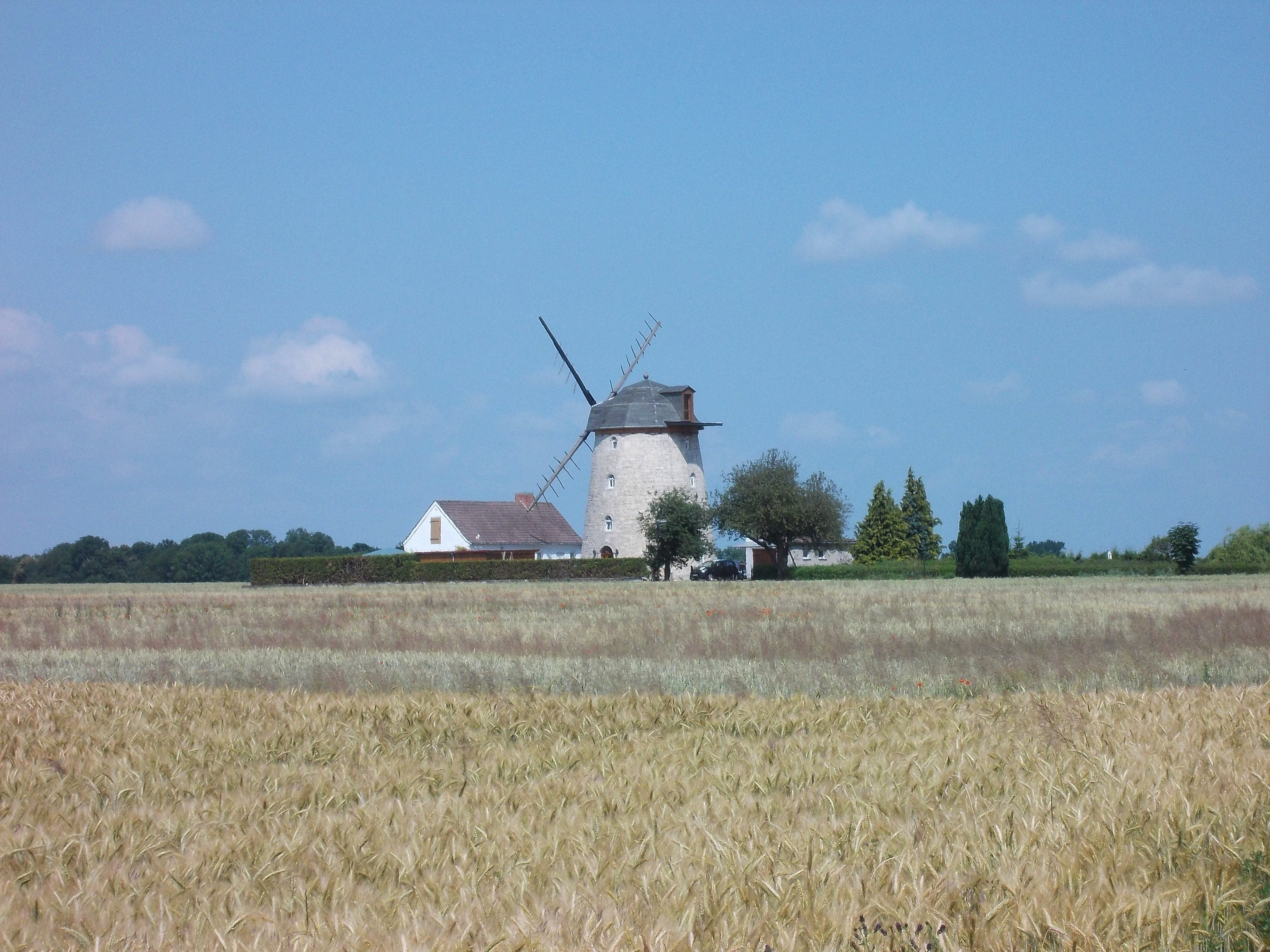
Мельница вблизи Эберсроды
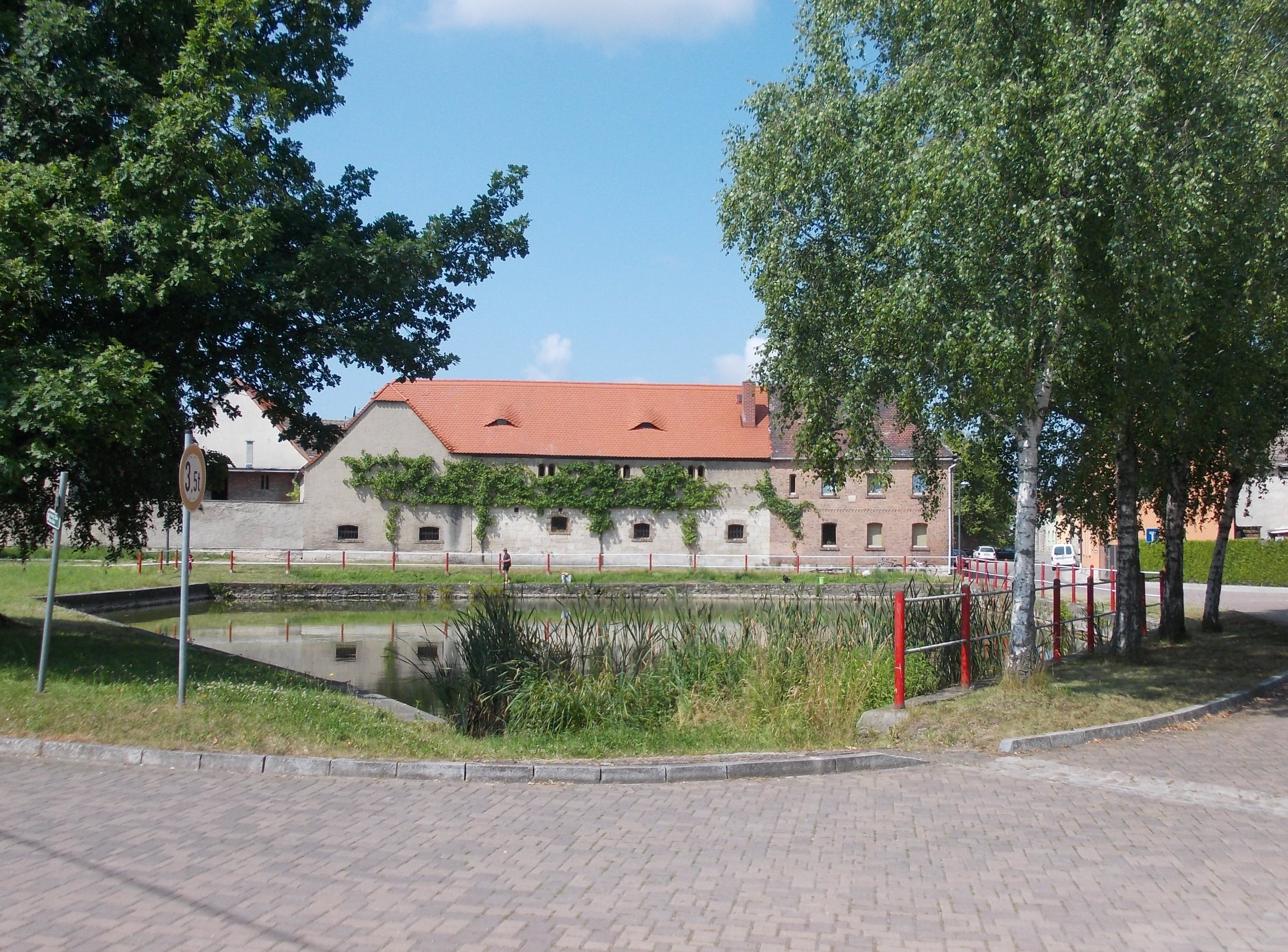
Деревенский пруд
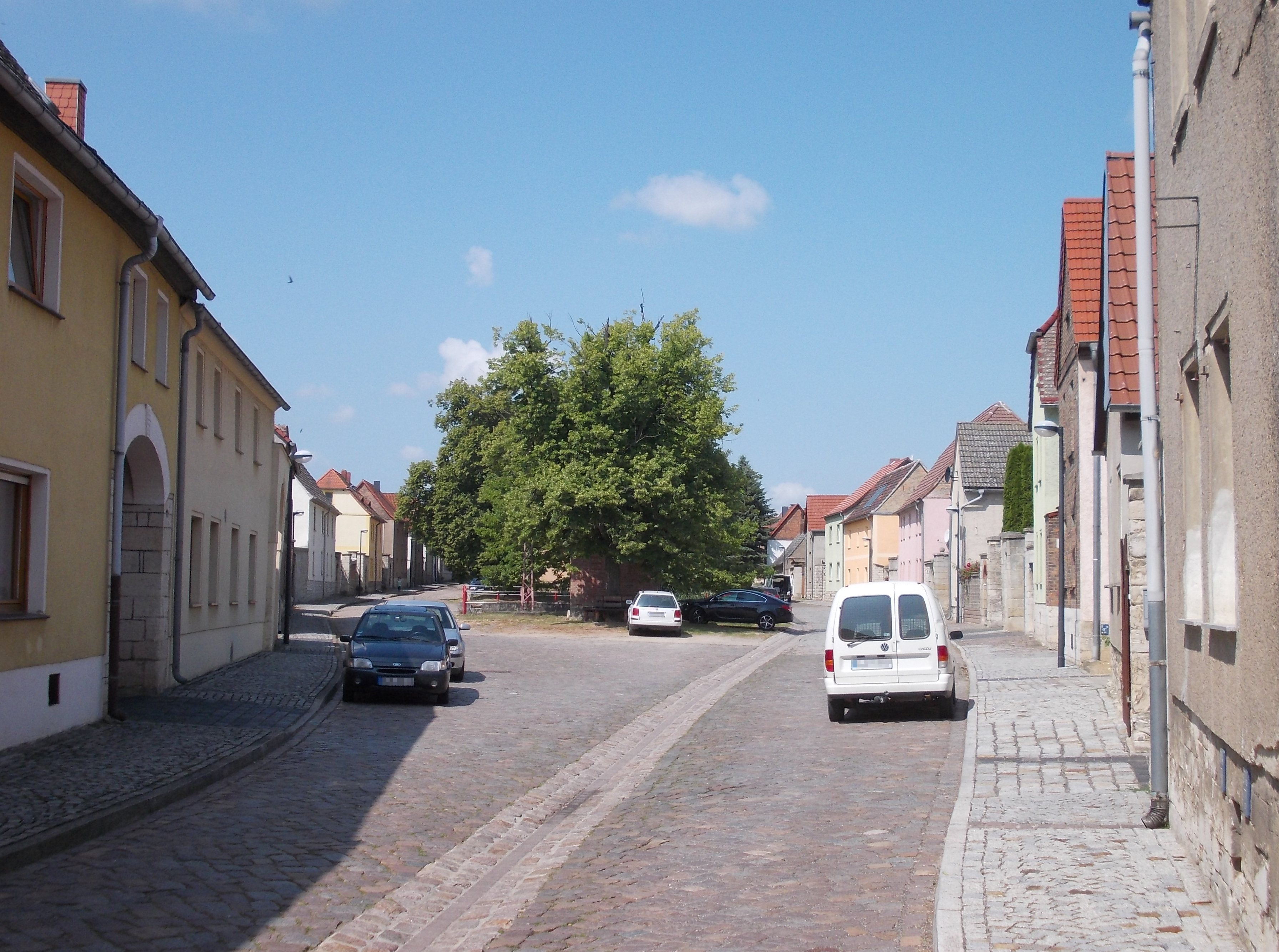
Центральная площадь